# Curtiss XF13C
Curtis XF13C (Model 70)是柯蒂斯飞机与发动机公司制造的双翼舰载战斗机。

## 设计及研发
XF13C是一架全金属结构飞机，它拥有半硬壳（semi-monocoque）机身、手动可回收起落架和全封闭座舱。本机是为了便于从双翼机转变为单翼机而设计的，反之亦然。美国海军购买了一架原型机，当它为单翼机时，编号为XF13C-1，当其转为双翼机配置时，编号为XF13C-2。
Xf13C于1934年首飞，评价良好。在1935年，飞机配置了更强的发动机以及修正了过高的水平尾翼。编号改为XF13C-3并进行了更多的飞行测试。本机型没有接到生产订单。 但是本机为NACA试验飞行过。由VWJ-1 Squadron 驾驶在Quantico飞行。

## 性能参数 (XF13C-3)
数据来源： Angelucci, 1987. pp. 152-153.
基本诸元
- 乘员： 1
- 长度： 25英呎0英吋（7.62公尺）
- 翼展： 35英呎0英吋（10.66公尺）
- 高度： 8英呎9.5英吋（2.66公尺）
- 翼面积： 205平方英呎（19.04平方公尺）
- 空重： 3.412磅（1,548公斤）
- 总重： 4,634磅（2,102公斤）
- 发动机： 1 × Wright SGR-1510-12，700 hp （ kW）

性能
- 最大速度： 246英里/時（396公里/時）
- 最大行程： 726英里（1,168公里）
- 实用升限： 25,250 ft （7,696公尺）
- 爬升率： 2000英呎/分（10.16公尺/秒）

武器
- 1 × .50 in (12.7 mm) 机关枪
- 1 × .30 in (7.62 mm) 机关枪

### 人物传记
- Angelucci, Enzo. . New York: Orion Books. 1987.

Template:USN fighters